# الدیار
الدیار (عربی: الديار) یک روزنامه ملی اردنی است که روزانه منتشر می‌شود و در سال ۲۰۰۳ تأسیس شد و توسط شرکت پتراء برای بهره‌برداری تبلیغاتی منتشر می‌شود.